# Consorti dei sovrani della Frisia Orientale

## Contessa della Frisia Orientale

### Casato di Cirksena, 1464-1654
| Immagine | Nome                       | Padre                                                  | Nascita          | Matrimonio      | Diventò Contessa                | Cessò di essere Contessa           | Morte             | Coniuge    |
| -------- | -------------------------- | ------------------------------------------------------ | ---------------- | --------------- | ------------------------------- | ---------------------------------- | ----------------- | ---------- |
|          | Theda Ukena                | Uko van Oldersum                                       | 1434             | 1453            | 1464 Creazione del paese        | 27 settembre 1466 morte del marito | 17 settembre 1494 | Ulrico I   |
|          | Elisabetta di Rietberg     | Giovanni I, Conte di Rietberg                          | 1475             | 8 luglio 1498   | 8 luglio 1498                   | 27 settembre 1466 morte del marito | 13 luglio 1512    | Edzardo I  |
|          | Anna di Oldenburg          | Giovanni V, Conte di Oldenburg (Oldenburg)             | 14 novembre 1501 | 6 maggio 1530   | 6 maggio 1530                   | 24 settembre 1540 morte del marito | 10 novembre 1575  | Enno II    |
|          | Caterina di Svezia         | Gustavo I di Svezia (Vasa)                             | 6 giugno 1539    | 1º ottobre 1559 | 1º ottobre 1559                 | 1º marzo 1599 morte del marito     | 21 dicembre 1610  | Edzardo II |
|          | Anna di Holstein-Gottorp   | Adolfo, Duca di Holstein-Gottorp (Holstein-Gottorp)    | 27 febbraio 1575 | 28 gennaio 1598 | 1º marzo 1599 ascesa del marito | 24 aprile 1610                     | 24 aprile 1610    | Enno III   |
|          | Giuliana d'Assia-Darmstadt | Luigi V, Langravio d'Assia-Darmstadt (Assia-Darmstadt) | 14 aprile 1606   | 5 marzo 1631    | 5 marzo 1631                    | 1º novembre 1648 morte del marito  | 15 gennaio 1659   | Ulrico II  |

## Principessa della Frisia Orientale

### Casato di Cirksena, 1654-1744
| Immagine                                           | Nome                                      | Padre                                                                       | Nascita         | Matrimonio        | Diventò Principessa              | Cessò di essere Principessa     | Morte            | Coniuge                                |
| -------------------------------------------------- | ----------------------------------------- | --------------------------------------------------------------------------- | --------------- | ----------------- | -------------------------------- | ------------------------------- | ---------------- | -------------------------------------- |
|                                                    | Giuliana Sofia di Barby-Mühlingen         | Alberto Federico, Conte di Barby-Mühlingen (Barby)                          | 14 aprile 1636  | 7 novembre 1656   | 7 novembre 1656                  | 4 aprile 1660 morte del marito  | 12 maggio 1677   | Enno Luigi                             |
|                                                    | Cristina Carlotta di Württemberg          | Eberardo III, Duca di Württemberg (Württemberg)                             | 21 ottobre 1645 | 10 maggio 1662    | 10 maggio 1662                   | 6 giugno 1665 morte del marito  | 16 maggio 1699   | Giorgio Cristiano                      |
|                                                    | Eberadina Sofia di Oettingen-Oettingen    | Alberto Ernesto I, Principe di Oettingen-Oettingen (Oettingen-Oettingen)    | 16 agosto 1666  | 3 marzo 1685      | 3 marzo 1685                     | 30 ottobre 1700                 | 30 ottobre 1700  | Cristiano Eberardo                     |
|                                                    | Cristiana Luisa di Nassau-Idstein         | Giorgio Augusto, Conte di Nassau-Idstein (Nassau)                           | 31 marzo 1691   | 24 settembre 1709 | 24 settembre 1709                | 13 aprile 1723                  | 13 aprile 1723   | Giorgio Alberto della Frisia orientale |
|                                                    | Sofia Carolina di Brandeburgo-Kulmbach    | Cristiano Enrico, Margravio di Brandeburgo-Bayreuth-Kulmbach (Hohenzollern) | 31 marzo 1705   | 8 dicembre 1723   | 8 dicembre 1723                  | 12 June 1734 morte del marito   | 7 giugno 1764    | Giorgio Alberto della Frisia orientale |
|                                                    | Sofia Guglielmina di Brandeburgo-Bayreuth | Giorgio Federico Carlo, Margravio di Brandeburgo-Bayreuth (Hohenzollern)    | 8 luglio 1714   | 25 maggio 1734    | 12 giugno 1734 ascesa del marito | 25 maggio 1744 morte del marito | 7 settembre 1749 | Carlo Edzardo                          |
| Nel 1744 Frisia orientale fu annessa alla Prussia. |                                           |                                                                             |                 |                   |                                  |                                 |                  |                                        |